# Vasily Iosifovich Stalin
Vasily Iosifovich Stalin (tiếng Gruzia: ვასილი იოსების სტალინი, tiếng Nga: Васи́лий Ио́сифович Ста́лин; họ gốc Dzhugashvili; tiếng Gruzia: ჯუღაშვილი, tiếng Nga: Джугашви́ли; 1921-1962) là con trai út của Iosif Stalin với người vợ thứ hai, Nadezhda Alliluyeva. Khi Đức Quốc xã xâm lược Liên Xô năm 1941, ông tham gia chiến đấu trong lực lượng không quân và có một một vài thành tích dù với sự phục vụ hạn chế. Sau chiến tranh, ông từng giữ chức Tư lệnh Không quân của Quân khu Moskva một thời gian với quân hàm Trung tướng.

## Thiếu thời
Vasily sinh ngày 21 tháng 3 năm 1921, con trai của Iosif Stalin và Nadezhda Alliluyeva. Ông đã có một người anh trai khác mẹ được công nhận là Yakov Dzhugashvili, và một người em gái, Svetlana. Ông còn có một người anh nuôi Artyom Sergeyev, con trai của Fyodor Sergeyev, một người bạn thân của Stalin. Fyodor qua đời bốn tháng sau khi Artyom chào đời trong một tai nạn, vì vậy cậu bé được nuôi dưỡng trong gia đình Stalin.
Khi mẹ anh quan tâm đến việc theo đuổi sự nghiệp chuyên nghiệp, một bảo mẫu, Aleksandra Bychokova, được thuê để chăm sóc Vasily và Svetlana. Ngày 9 tháng 11 năm 1932, mẹ ông tự sát bằng một khẩu súng. Để che giấu việc mẹ tự sát, những đứa trẻ được thông báo rằng Alliluyeva đã chết vì viêm phúc mạc, một biến chứng của viêm ruột thừa.
Sau cái chết của Alliluyeva, Stalin hầu như không đến thăm con cái; chỉ có người phụ trách nuôi dưỡng và người đứng đầu lực lượng bảo vệ của Stalin chịu trách nhiệm chăm sóc Vasily và em gái Svetlana của ông. Phải mất 10 năm họ mới biết được sự thật về cái chết của mẹ mình. Về sau, bà Svetlana viết rằng cái chết của người mẹ có ảnh hưởng sâu sắc đến anh trai bà. Bà cũng cho biết anh mình bắt đầu uống rượu từ năm 13 tuổi, và trong những cơn say thường chửi bới và đánh đập bà.
Cũng giống như nhiều con em của các cán bộ cao cấp của Liên Xô thời bấy giờ, Vasily cũng được cho theo học tại trường mẫu số 25 của thành phố Moskva.

## Khởi đầu binh nghiệp
Tháng 11 năm 1938, Vasily ghi danh vào Trường Hàng không Quân sự Kachin mang tên A. Myasnikov. Ông tốt nghiệp phi công ở đây vào tháng 3 năm 1940. Theo các giáo viên của ông, Vasily đã không thể hiện mình là một học viên xuất sắc. Ông hoàn toàn không thích thú với các bài học lý thuyết, nhưng dù vậy, trong thực tế, ông đã trở thành một phi công giỏi.
Tháng 3 năm 1940, ông phục vụ trong Trung đoàn Không quân Chiến đấu 16 của Lữ đoàn Hàng không 57 thuộc Không quân Quân khu Moskva. Tại đây ông gặp được Galina Burdonskaia, người vợ tương lai của mình. Họ kết hôn khi Vasily 19 tuổi.
Từ tháng 9 năm 1940, ông học tại Học viện Không quân Hồng quân mang tên N.E. Zhukovsky, và vào tháng 12 cùng năm, ông được chuyển sang các khóa đào tạo hàng không Lipetsk cho các chỉ huy phi đội. Ông tốt nghiệp vào tháng 5 năm 1941. Tháng 5 năm 1941, ngay sát trước chiến tranh, ông được bổ nhiệm làm thanh tra-phi công của Sư đoàn 2 thuộc Văn phòng Không quân Hồng quân.

## Hoạt động trong chiến tranh
Khi chiến tranh nổ ra, Vasily lập tức đã đến và yêu cầu cha mình cho phép mình ra mặt trận. Tuy nhiên, tháng 9 năm 1941, ông lại được bổ nhiệm vào chức vụ Trưởng ban kiểm tra Văn phòng Không quân của Hồng quân, một chức vụ an toàn và nhàn nhã ở hậu phương. Là một phi công giỏi, Vasily thường xuyên bị áp lực rằng mọi người nghĩ ông được an toàn nấp sau lưng cha mình.
Mãi đến tháng 7 năm 1942, ông mới được điều động ra mặt trận và được bổ nhiệm làm chỉ huy Trung đoàn không quân đặc nhiệm số 1, Tập đoàn quân không quân số 8 thuộc Phương diện quân Stalingrad. Tháng 2 năm 1943, ông được đổi làm chỉ huy Trung đoàn Hàng không Chiến đấu số 32 (sân bay Lyubertsy), Sư đoàn Hàng không Chiến đấu 210, về sau chuyển thuộc Phương diện quân Tây Bắc.
Là con trai của nhà lãnh đạo Liên Xô, Vasily bị hầu hết các đồng chí trong đơn vị xa cách. Tuy vậy, ông vẫn có được sự tôn trọng từ các đồng chí mình:
| “                                  | "Trung đoàn trưởng Vasily Stalin là một chỉ huy siêng năng, lắng nghe chúng tôi, những phi công giàu kinh nghiệm hơn. Là một chỉ huy trung đoàn, theo quyết định của mình, anh ta có thể tạo ra các phi vụ độc lập như một phần của bất kỳ phi đội nào, nhưng thường là vì lý do nào đó anh ta luôn bay như một phần trong đội hình. Trong tháng 2 - 3 năm 1943, chúng tôi đã bắn hạ hàng chục máy bay địch. Với sự tham gia của Vasily - ba. Hơn nữa, cần lưu ý rằng Vasily là người đầu tiên tấn công chúng, sau những cuộc tấn công này, các máy bay địch mất kiểm soát, và sau đó chúng tôi kết liễu chúng. Theo luật của các phi công chúng tôi, chúng có thể xem như là thành tích bắn hạ cá nhân của Vasily, nhưng anh ta lại xem như chúng bị bắn hạ trong thành tích tập thể. Tôi đã từng nói với anh ấy về điều này, nhưng anh ấy vẫy tay và nói ngắn gọn: "Bỏ qua!" | ” |
| — Anh hùng Liên Xô S.F. Dolgushin. | |   |

Vào mùa xuân năm 1943, ông được gửi trở lại Moskva, và được giao một vai trò thanh tra không quân, công tác chủ yếu ở tại Moskva. Chán nản trong vai trò này, Vasily gặp rắc rối sau sự cố ngày 4 tháng 4 năm 1943 khi ông làm rơi chất nổ xuống sông Moskva, tự làm mình bị thương và làm kỹ sư máy bay thiệt mạng. Do vụ nổ, Vasily bị giáng chức xuống làm một phi công huấn luyện bay.
Ngày 16 tháng 1 năm 1944, ông được điều động trở lại mặt trận, làm thanh tra phi công trong Quân đoàn Hàng không Chiến đấu số 1 (Tập đoàn quân Không quân 3, Phương diện quân Pribaltic 1). Ngày 18 tháng 5 năm 1944, ông được bổ nhiệm Tư lệnh Sư đoàn Hàng không Chiến đấu Cận vệ 3, thuộc Quân đoàn Hàng không Chiến đấu Cận vệ số 1. Sư đoàn dưới quyền chỉ huy của ông đã tham gia các chiến dịch giải phóng Minsk, Vilnius, Lida, Grodno, Panevėžys, Šiauliai và Jelgava.
| “ | "Sư đoàn đã tiến hành 22 trận không chiến, trong đó bắn hạ 29 máy bay địch (thiệt hại 3 phi công và 5 máy bay). Đại tá Cận vệ V.I. Stalin có kỹ thuật phi hành xuất sắc, yêu thích bay. Bay trên tất cả các loại máy bay chiến đấu. Cá nhân tham gia vào các trận chiến. Chiến thuật tốt. Anh ta có phẩm chất chỉ huy tốt. Anh xứng đáng nhận tuyên dương của chính phủ - Huân chương Cờ đỏ." | ” |
| — Báo cáo tuyên dương ngày 1 tháng 7 năm 1944, do Tư lệnh Quân đoàn Hàng không Chiến đấu số 1, Trung tướng Không quân E.M. Beletsky, ký. | |   |

Ngày 22 tháng 2 năm 1945, ông được đổi sang làm Tư lệnh Sư đoàn Không quân Chiến đấu số 286, Tập đoàn quân Không quân 16 thuộc Phương diện quân Belorussia 1. Sư đoàn dưới quyền chỉ huy của ông tham gia chiến dịch công phá Berlin.
| “ | "Trong suốt thời gian chiến dịch công phá Berlin diễn ra, các đơn vị của sư đoàn dưới sự lãnh đạo trực tiếp của Đại tá Cận vệ V.I. Stalin đã tiến hành 949 phi vụ. Mười lăm trận không chiến đã được thực hiện, trong đó bắn hạ 17 máy bay địch, hơn nữa, vào ngày đầu tiên của chiến dịch - 11, chỉ có một phi hành đoàn bị mất. Cá nhân, đồng chí Stalin, trong thời gian tham gia vào các mặt trận của Chiến tranh Vệ quốc vĩ đại, đã thực hiện 26 nhiệm vụ chiến đấu và đích thân bắn hạ 2 máy bay địch. Xứng đáng được trao tặng Huân chương Suvorov hạng Nhì." | ” |
| — Báo cáo tuyên dương ngày 11 tháng 5 năm 1945, do Tư lệnh Tập đoàn quân Không quân 16, Thượng tướng Không quân S.I. Rudenko, ký | |   |

Tổng cộng, theo nhiều tài liệu, trong suốt cuộc chiến, Vasily đã tham gia vào 29 nhiệm vụ chiến đấu, bắn hạ hai máy bay địch, từng bị thương ở chân trong khi chiến đấu. Một số tài liệu khác lại ghi nhận ông chỉ tham gia 26 nhiệm vụ chiến đấu và đã bắn hạ 5 máy bay địch. Ông được trao tặng 2 Huân chương Cờ đỏ, Huân chương Suvorov hạng Nhì và Huân chương Aleksandr Nevsky.

## Sau chiến tranh
Chiến tranh kết thúc, ông ở lại Đức, công tác trong lực lượng chiếm đóng của Liên Xô. Ngày 18 tháng 7 năm 1946, ông được thăng làm Tư lệnh Quân đoàn Hàng không Chiến đấu số 1, đồn trú tại Đức (bộ tư lệnh đóng tại Wittstock). Ông được thăng quân hàm Thiếu tướng ở tuổi 24, và là thiếu tướng trẻ nhất trong Hồng quân thời bấy giờ. 
Tháng 7 năm 1947, ông được điều về Moskva để đảm nhiệm chức vụ Trợ lý tác chiến cho Tư lệnh Không quân của Quân khu Moskva. Ngày 17 tháng 1 năm 1948, ông được bổ nhiệm làm Tư lệnh Không quân của Quân khu Moskva. Ngày 11 tháng 5 năm 1949, ông được thăng quân hàm Trung tướng Không quân.
Đầu thập niên 1950, Vasily bắt đầu thể hiện sự quan tâm đến thể thao. Theo lệnh của ông, ở quận Leningrad của Moskva, trung tâm thể thao và khách sạn Sovetskaya được khởi công xây dựng. Ngày nay, căn hộ số 301 trong khách sạn được đặt theo tên ông, để tưởng niệm nơi ông từng sống.
Vasily cũng được biết đến như là nhà bảo trợ của thể thao, là nhà sáng lập nhiều đội tuyển thể thao đại diện cho lực lượng không quân Moskva, đặc biệt là khúc côn cầu trên băng. Ông đã đưa Anatoly Tarasov làm huấn luyện viên cho mùa giải 1946-1947. Tuy nhiên Tarasov đã tranh cãi với Vasily về các cầu thủ và rời đội sau một mùa giải, đến chỗ CDKA Moskva (sau này là CSKA Moskva). Vào ngày 5 tháng 1 năm 1950, một chiếc máy bay chở đội VVS đã bị rơi tại Sverdlovsk, giết chết đội. Mặc dù vậy, VVS đã giành được ba danh hiệu vô địch Giải vô địch Liên Xô từ năm 1951 đến 1953, trước khi Vasily bỏ rơi đội bóng sau cái chết của cha mình.
Vasily cũng rất chú ý đến các hoạt động tổ chức và giám sát huấn luyện chiến đấu, phát triển thiết bị hàng không, đào tạo lại nhân viên kỹ thuật và phi hành, tiến hành các hội đồng và kiểm tra quân sự, giám sát việc xây dựng và tham gia vào tổ chức cuộc sống của cấp dưới. Ông chú ý nhiều đến sự phát triển của giáo dục thể chất và bản thân ông là chủ tịch của Liên đoàn cưỡi ngựa Liên Xô. Các cựu chiến binh kể lại rằng chính ông là người đã tổ chức xây dựng 500 ngôi nhà ở danh cho các gia đình phi công và kỹ thuật viên định cư, vốn phải sống tạm bợ trong các doanh trại trước đây. Cũng theo lệnh của ông, các sĩ quan buộc phải đến trường học buổi tối để hoàn tất chương trình giáo dục 10 năm.
Vasily cũng được ghi nhận là đã xúc tiến cho xây dựng một tòa nhà mới cho trụ sở của Không quân Moskva, vốn không có trụ sở riêng trước đó.
Tháng 7 năm 1952, Vasily bất ngờ bị cách chức và được đặt dưới quyền của Tổng tư lệnh Không quân. Lý do là ông đã say rượu và cư xử thô lỗ với Tổng tư lệnh Không quân, Nguyên soái Không quân P.F. Zhigarev. Chính cha ông, Iosif Stalin, cũng đã nhắc nhở trách nhiệm của ông trong vụ 2 máy bay ném bom phản lực Il-28, là loại tối tân thời bấy giờ, đã bị rơi do thời tiết xấu sau cuộc diễu binh trên không tại Quảng trường Đỏ ngày 1 tháng 5 năm 1952. Đến tháng 8 năm 1952, ông được ghi danh làm một học viên của Học viện quân sự cao cấp K.E. Voroshilov, tuy nhiên, ông đã không đến học.

## Bị bắt và bỏ tù
Cha ông, Iosif Stalin qua đời vào ngày 4 tháng 3 năm 1953. Gần như ngay lập tức, Vasily được gọi tới Bộ Quốc phòng và được Bộ trưởng Nikolay Bulganin ra lệnh rời Moskva để nhậm nhiệm vụ chỉ huy không quân của một trong các quân khu khác. Vasily đã không tuân theo mệnh lệnh. Ngày 26 tháng 3 năm 1953, Trung tướng Không quân V.I. Stalin bị cách chức loại ngũ mà không có quyền mặc quân phục quân đội. Trong một cơn thịnh nộ khi say xỉn, Vasily đã tuyên bố cha mình đã bị đầu độc.
Chưa đầy hai tháng sau cái chết của cha, Vasily bị bắt vào ngày 28 tháng 4 năm 1953 và bị cáo buộc tội vu khống nhằm làm mất uy tín của các nhà lãnh đạo của Liên Xô. Ngoài ra, trong quá trình điều tra, ông còn bị buộc tội lạm dụng chức vụ, bạo lực gây chết người. Vasily được cho là đã thú nhận tất cả, ngay cả những bản cáo trạng lố bịch nhất. Cuộc điều tra kéo dài hai năm rưỡi và ông hoàn toàn bị giam giữ trong suốt thời gian này. Cuối cùng, Vasily bị xét xử trong một phiên tòa kín và không được phép có đại diện pháp lý. Ông bị kết án 8 năm tù vì tội "tuyên truyền chống Liên Xô" (Điều 58-10 của Bộ luật Hình sự) và lạm dụng chức vụ (Điều 193-17 của Bộ luật Hình sự).
Vasily được đưa về giam giữ tại Nhà tù Vladimir, dưới cái tên Vasily Pavlovich Vasilyev. Tại đây, ông liên tục viết thư cho các nhà lãnh đạo mới của Liên Xô, Nikita Khrushchev và Georgy Malenkov, để phản đối việc giam giữ vô lý và yêu cầu làm rõ trường hợp của mình. Lẽ dĩ nhiên là các bức thư không bao giờ được hồi âm, khi mà chính Khrushchev, tại Đại hội Đảng Cộng sản Liên Xô lần thứ 20, đã đả phá những di sản của Stalin qua báo cáo Về sùng bái cá nhân và những hậu quả của nó.
Ngày 9 tháng 1 năm 1960, Vasily được ra tù trước thời hạn. Ngày 21 tháng 1 năm 1960, theo lệnh của Bộ trưởng Quốc phòng Liên Xô bấy giờ là Rodion Malinovsky, sửa đổi lại quyết định ngày 26 tháng 3 năm 1953, theo đó, Vasily chỉ bị "sa thải" nhưng vẫn được bảo lưu quyền mặc quân phục, được giữ lại tất cả các huân chương và có lương hưu của quân đội. Ủy ban Trung ương Đảng Cộng sản Liên Xô cũng đã cấp cho ông một khoản trợ cấp 300 rúp, một căn hộ 3 phòng ở Moskva và trả lại cho ông các tài sản cá nhân bị tịch thu trong thời gian ông bị bắt.
Trong một cuộc phỏng vấn năm 1993, người đứng đầu KGB thập niên 1960, Shelepin, đã tuyên bố rằng Vasily Stalin, vài ngày sau khi được thả, trong khi say xỉn, đã bắn chết một người đàn ông. Sau đó Shelepin và Khrushchev đã quyết định đưa Vasily vào điều trị tại bệnh viện. Ông cũng đã trải qua một một kỳ trị liệu ba tháng ở Kislovodsk.
Ngày 16 tháng 4 năm 1960, Vasily Stalin một lần nữa bị KGB bắt giữ "vì tiếp tục các hoạt động chống Liên Xô". Điều này được thể hiện trong chuyến thăm Đại sứ quán Trung Quốc, nơi ông được cho là đã đưa ra "tuyên bố vu khống về một nhân vật chống Liên Xô". Ông bị đưa trở lại nhà tù Lefortovo "để thi hành phần còn lại của bản án" trong 1 năm.
Ngày 28 tháng 4 năm 1961, Vasily được ra tù. Tuy nhiên, theo sắc lệnh của Đoàn chủ tịch Xô việt tối cao Liên Xô ngày 25 tháng 4 năm 1961, ông bị lưu đày 5 năm tới thành phố Kazan, bị cấm tiếp xúc với công dân nước ngoài. Ông bị cấm sống ở Moskva và Gruzia. Các lãnh đạo KGB cũng yêu cầu ông từ bỏ họ "Stalin", và do Vasily từ chối, nên trong gần một năm ông không có giấy tờ và không thể kiếm được việc làm. Mãi đến khi đăng ký kết hôn với Maria Ignatyevna Shevergin (và có lẽ do ảnh hưởng của việc này), Vasily đã chấp nhận đổi họ, và ngày 9 tháng 1 năm 1962, ông nhận được giấy tờ với họ "Dzhugashvili". Ở Kazan, ông sống ở phố Gagarin, nhà 105, căn hộ 82.

## Cái chết

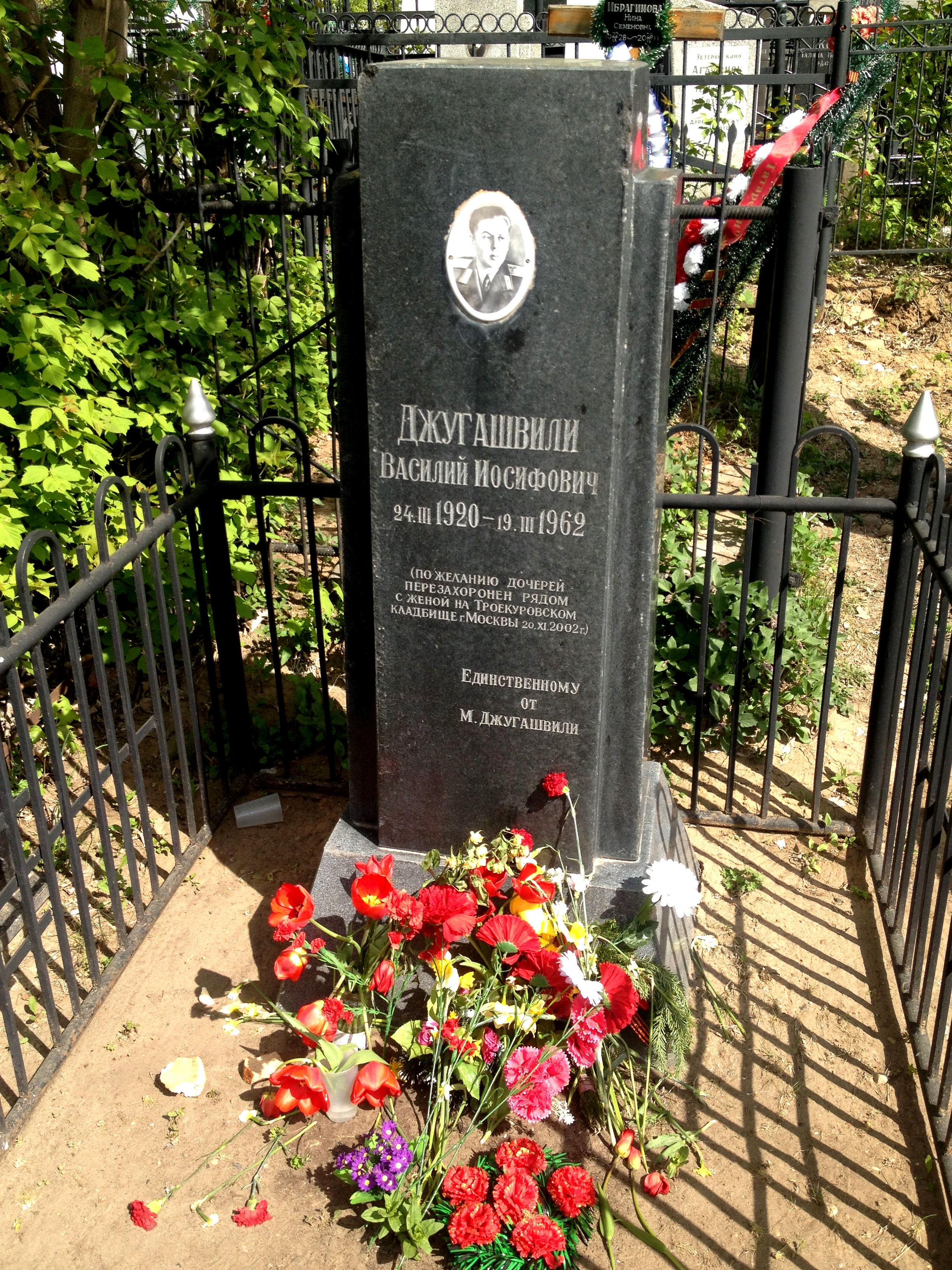
Ngôi mộ đầu của Vasily Stalin ở Kazan.

Vasily Iosifovich Stalin (Dzhugashvili) qua đời vào ngày 19 tháng 3 năm 1962, chỉ hai ngày trước sinh nhật thứ 41 của ông. Theo các bác sĩ, nguyên nhân là do ngộ độc rượu. Nhiều người tin rằng vào năm 1998, Kapitolina Vasilyeva, người vợ thứ ba của ông, người có mặt trong đám tang của ông, đã đặt câu hỏi về nghi vấn ngộ độc rượu và nói rằng đã không hề có khám nghiệm tử thi.
Ngày 21 tháng 3 năm 1962, Vasily được chôn cất tại nghĩa trang Arskoye ở Kazan. Ngày 20 tháng 11 năm 2002, di hài của ông được cải táng về nghĩa trang Troekurovsky ở Moskva, bên cạnh người vợ cuối cùng của ông - Maria Ignatievna.
Vasily Stalin được phục hồi một phần danh dự vào ngày 30 tháng 9 năm 1999, sau khi nghiên cứu các tài liệu tư pháp và điều tra, Tòa án Quân sự của Tòa án Tối cao dỡ bỏ tội tuyên truyền chống Liên Xô trong giai đoạn 1953. Tuy nhiên, tôi lam dụng chức vụ của ông vẫn giữ nguyên.

## Huân chương
- Ba Huân chương Cờ đỏ (1942, 1944,[22] 1948)
- Huân chương Suvorov hạng Nhì (29/05/1945)[23]
- Huân chương Aleksandr Nevsky (03/11/1943)[24]
- Huy chương "Vì công trạng quân sự" (1948 - với trong 10 năm phục vụ)[25]
- Huy chương "Vì sự bảo vệ của Moskva"
- Huy chương "Vì sự bảo vệ của Stalingrad"
- Huy chương "Vì chiến thắng nước Đức trong cuộc chiến tranh vệ quốc vĩ đại 1941-1945".
- Huy chương "Vì chiếm được Berlin"
- Huy chương "Vì giải phóng Warszawa"
- Huy chương "30 năm của Quân đội và Hải quân Liên Xô"
- Huân chương Thánh giá Grunwald (Ba Lan) (1945)
- Huy chương "Vì Odra, Nisa và Baltic" (Ba Lan) (1945)
- Huy chương "Vì Warszawa 1939-1945" (Ba Lan) (1945)

## Đời tư
Năm 1942, Vasily được phong quân hàm Đại tá. Tuy là một phi công và chỉ huy giỏi, nhưng Iosif Stalin rất nghiêm khắc với ông. Theo lời kể của Anh hùng Liên Xô, Trung tướng Không quân Vitaly Popkov, thì mãi đến lần thứ 12, Stalin mới chịu ký lệnh thăng cho con trai mình quân hàm cấp tướng và xếp tên con mình ở cuối danh sách. Ở những lần trước đó, ông đều bị cha mình gạch tên ra khỏi danh sách phong tướng.
Vasily Stalin thực sự đã kết hôn 4 lần, có bốn người con. Ngoài ra, ông còn nhận nuôi những người con riêng trước của vợ ông.
1. Galina Aleksandrovna Burdonskaya (1921-1990), con gái của một kỹ sư phục vụ tại Kremlin (theo các nguồn khác - một sĩ quan an ninh). Hai người kết hôn năm 1940, khi Vasily mới 19 tuổi. Đến năm 1944 hai người chia tay.

- Con trai: Aleksandr Bourdonsky (1941-2017), giám đốc nhà hát, Nghệ sĩ Nhân dân Nga. Ban đầu mang họ Stalin, đến tuổi trưởng thành thì đổi sang họ mẹ.
- Con gái: Nadezhda Stalin (1943-1999). 
  - Cháu gái: Anastasia Stalin (sinh 1977).[27]

1. Yekaterina Semyonovna Tymoshenko (1923-1988), con gái Nguyên soái Liên Xô Semyon Tymoshenko. Hôn nhân kéo dài từ năm 1946 đến 1949.

- Con gái: Svetlana Stalin (1947-1990).
- Con trai: Vasily Stalin (1949-1972). Tự sát.[30]

1. Kapitolina Georgievna Vasilyeva (1918-2006),[19][31] vận động viên, nhà vô địch Liên Xô trong môn bơi lội. Cuộc hôn nhân kéo dài từ 1949 đến 1953.[32] Con gái riêng của bà, Lina Vasilyeva, được Vasily Stalin nhận nuôi, và do đó mang họ Dzhugashvili.[33]
2. Maria Ignatyevna Nusberg (nee Shevergin) (1930-2002), một y tá. Hôn nhân được đăng ký vào ngày 11 tháng 1 năm 1962.[17] Sau khi kết hôn, bà lấy họ Dzhugashvili. Các con gái riêng của bà, Lyudmila và Tatyana được Vasily Stalin nhận nuôi và mang họ Dzhugashvili.